# Brkovi
Brkovi su skup gustih i jakih dlaka na licu koje se nalaze između nosa i gornje usne. Rast brkova i brade odlika je muškaraca i tipično je sekundarno spolno obilježje muškaraca. 
Do njihova razvitka najčešće dolazi tijekom adolescencije ili pak u ranoj mladosti, tijekom ranih dvadesetih godina. Postoji mnogo vrsta brkova.

## Galerija
- Salvador Dali, španjolski slikar
- William Howard Taft, američki predsjednik